# Râul Izvorul Șes
Râul Izvorul Șes este un curs de apă, afluent al râului Bistrița Aurie. 